# Phleng Chat
"Phleng Chat" (เพลงชาติ) es el himno nacional de Tailandia. Fue adoptado oficialmente el 10 de diciembre de 1939. La melodía fue compuesta por Peter Feit (En Tailandés: Phra Jenduriyang) y la letra fue escrita por Luang Saranupraphan. En 1939 el nombre del país fue cambiado, de Siam a Tailandia, por lo que se realizó un concurso para la nueva letra del himno. Este fue ganado por Luan Saranupraphan.

## Letra en Tailandés
| Tailandés original | Transcription AFI | Romanización del Tailandés | Cyrillización del Tailandés | Letra en inglés | Traducción al español |
| --- | --- | --- | --- | --- | --- |
| ประเทศไทยรวมเลือดเนื้อชาติเชื้อไทย เป็นประชารัฐ ไผทของไทยทุกส่วน อยู่ดำรงคงไว้ได้ทั้งมวล ด้วยไทยล้วนหมาย รักสามัคคี ไทยนี้รักสงบ แต่ถึงรบไม่ขลาด เอกราชจะไม่ให้ใครข่มขี่ สละเลือดทุกหยาดเป็นชาติพลี เถลิงประเทศชาติไทยทวี มีชัย ชโย | [prà.tʰêːt̚ tʰaj ruə̯m lɯ̂ə̯t̚ nɯ́ə̯ tɕʰâːt̚ tɕʰɯ́ə̯ tʰaj] [pem prà.tɕʰaː rát̚ ǀ pʰà tʰaj kʰɔ̌ŋ tʰaj tʰúk̚ sùə̯n] [jùː dam.roŋ kʰɔ̌ŋ wáj dâːj tʰám muə̯n] [dûə̯j tʰaj lúə̯m mǎːj ǀ rák̚ sǎ.mák̚.kʰiː] [tʰaj níː rák̚ sà.ŋòp̚ ǀ tɛ̀ː tʰɯ̌ŋ róp̚ mâj kʰlàːt̚] [ʔèːk̚.kà.râːt̚ tɕàʔ mâj hâj kʰraj kʰòm kʰîː] [sà.làʔ lɯ̂ə̯t̚ tʰúk̚ jàːt̚ pen tɕʰâːt̚ pʰá.liː] [tʰà.lɤːm prà.tʰêːt̚ tɕʰâːt̚ tʰaj tʰá.wiː ǀ miː tɕʰaj ǀ tɕʰá.joː] | Pràthẻrt thai ruam lửat nứa cảrt cứa thai Pen pràcar rát, phà thai kỗng thai thúk sùan Yùr damrong kỗng wái dảir tháng muan Dủai thai lúan mãir, rák sãmákkir Thai nír rák sàngòp, tềr thững róp mải klàrt Èrkgàrảrt jà mải hải krai kòm kỉr Sàlà lửat thúk yàrt pen cảrt phálir Thàlơrng pràthẻrt cảrt thai tháwir, mir cai, cáyor! | Пра̀тхе̏рд тхай руам лы̏ад ны́а ча̏рд чы́а тхай Пен пра̀чар ра́д, пха̀ тхай ко̂̋нг тхай тху́г су̀ан Ю̀р дамронг ко̂̋нг ва́й да̏йр тха́нг муан Ду̏ай тхай лу́ан ма̋йр, ра́к са̋ма́гкир Тхай ни́р ра́г са̀нго̀б, тэ̀р тхы̋нг ро́б ма̏й кла̀рд Э̀ргга̀ра̏рд жа̀ ма̏й ха̏й край ко̀м ки̏р Са̀ла̀ лы̏ад тху́г я̀рд пен ча̏рд пха́лир Тха̀лърнг пра̀тхе̏рд ча̏рд тхай тха́вир, мир чай, ча́ёр! | The flesh and blood of every Thai united, This land of Thailand sacred to every Thai! Their sway since days of yore persisted, Love and unity heart of every Thai! Though the Thais love peace, dauntlessly we fight, Our freedom shan't be taken away. We'll sacrifice ourselves with every might, Long live Thailand's glory and victory, hooray! | Tailandia une la carne y la sangre de Thais. La tierra de Tailandia pertenece a Thais. Larga ha sido tu independencia, desear la soberanía permitió mantenerla, Porque Thais se ha unido para siempre. Thais es pacífico y cariñoso, En la guerra no somos cobardes. Nuestra soberanía nunca será amenazada, Sacrificaremos cada gota de nuestra sangre por nuestra nación. Estamos listos para morir por la libertad, la seguridad y la prosperidad. |